# Герб Республіки Саха (Якутії)
Герб Республіки Саха (Якутії) є державним символом Республіки Саха (Якутії). Прийнятий Парламентом Республіки 26 грудня 1992 року. Зареєстрований за № 182 у Державному геральдичному реєстрі Російської Федерації. Серед населення герб відомий як «Шестиногий кінь».

## Опис та походження
Гербом Республіки Саха (Якутії) є срібний сонячний диск-щит, у центрі якого зображено червоного вершника зі знаменом, що узятий з наскельних малюнків на річці Лени. Щит розміщений у синьому обрамленні з традиційним національним орнаментом у вигляді семи ромбічних кристалоподібних фігур і написами «Республика Саха (Якутия)» та «Саха Республиката». Орнамент і написи виконані білим кольором.
Центральний елемент гербу — стародавнє наскельне зображення, виявлене в селі Шишкіно (район ріки Лени) ще у 1745 році. Наскельні малюнки відносяться до 6-9 ст. нашої ери і є спадщиною народу курикан, що вважаються предками якутів. Вершник на гербі Республіки Саха (Якутії) символізує єднання людей, народів, що живуть в республіці. Під прапором мається на увазі єднання племені і його могутність, влада і початок державності. Ромбоподібний орнамент, що прикрашає обрамлення, притаманний усім північним народам і одночасно нагадує кристали огранованого алмазу, також своєрідного символу Якутії. Крім того, сім ромбічних кристалів символізують сім народів, що населяють край: якутів, росіян, евенків, евенів, чукчів, долганів, юкагирів.
Синій колір символізує вірність, щирість і надійність, білий колір — чистоту, а червоною вохрою виконані наскельні малюнки в Шишкіно.
Автори гербу: народний художник СРСР А. Н. Осипов, заслужений діяч мистецтв В. С. Парніков, графік В. Н. Ігнатьєв, член-кореспондент Російської академії мистецтв І. А. Потапов.

## Відхилені проекти гербу
Інші автори пропонували для елементів гербу зображення різноманітних тварин, зокрема: мамонта, бобра, північного оленя, глухаря, білку, тюленя, моржа, стерха тощо, — але ці пропозиції не знайшли підтримки.

## Історичні герби

### Герб Якутської області
Герб Якутської області Російської імперії — перший в історії Якутії — був затверджений імператором Олександром II 5 липня 1878 року. Офіційний опис герба був наступним: «На срібному щиті чорний орел, що тримає в пазурах червоного соболя. Щит увінчаний старовинною царською короною і оточений золотим дубовим листям, що з'єднане Олександрівською стрічкою».

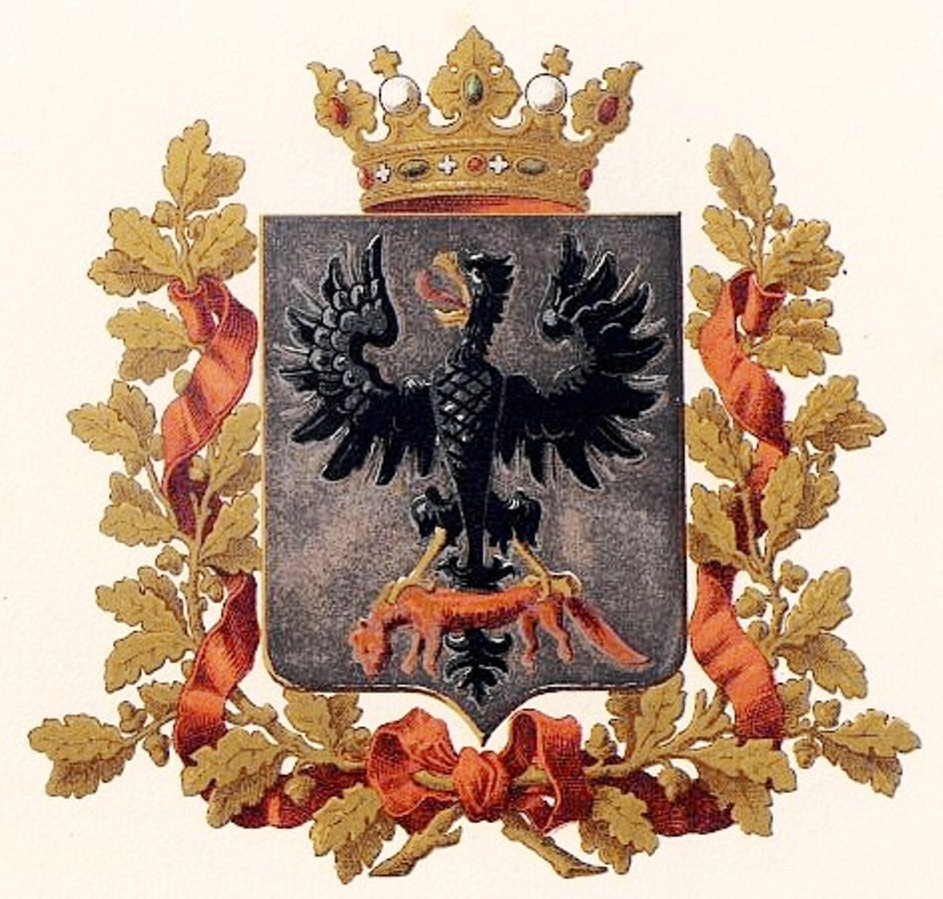
Офіційний герб Якутської області (вид. МВС Російської Імперії, 1880)
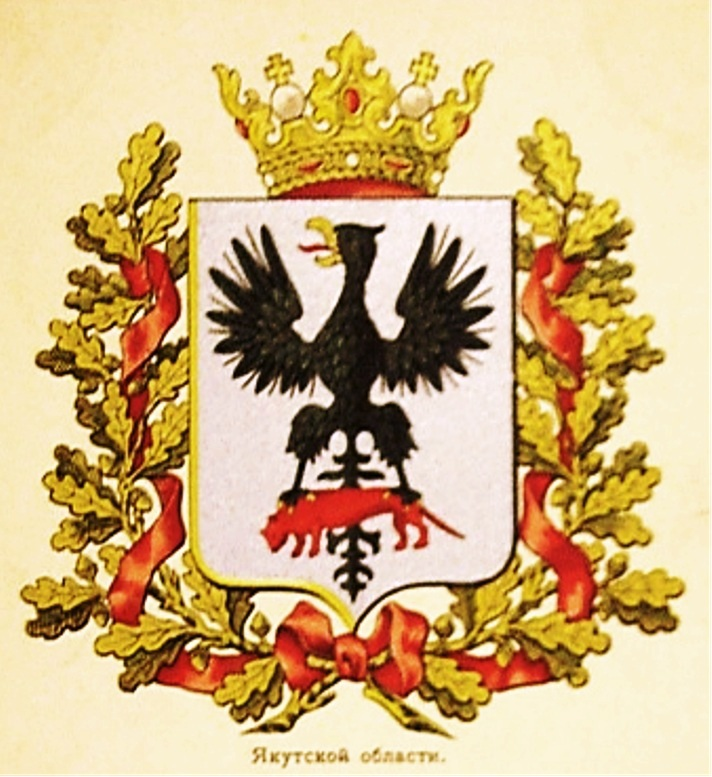
Неофіційний герб Якутської області (вид. Сукачова, 1878)
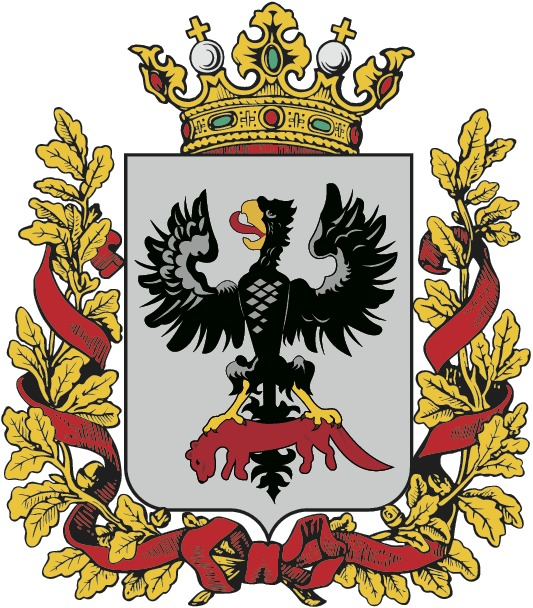
Сучасне відтворення герба Якутської області
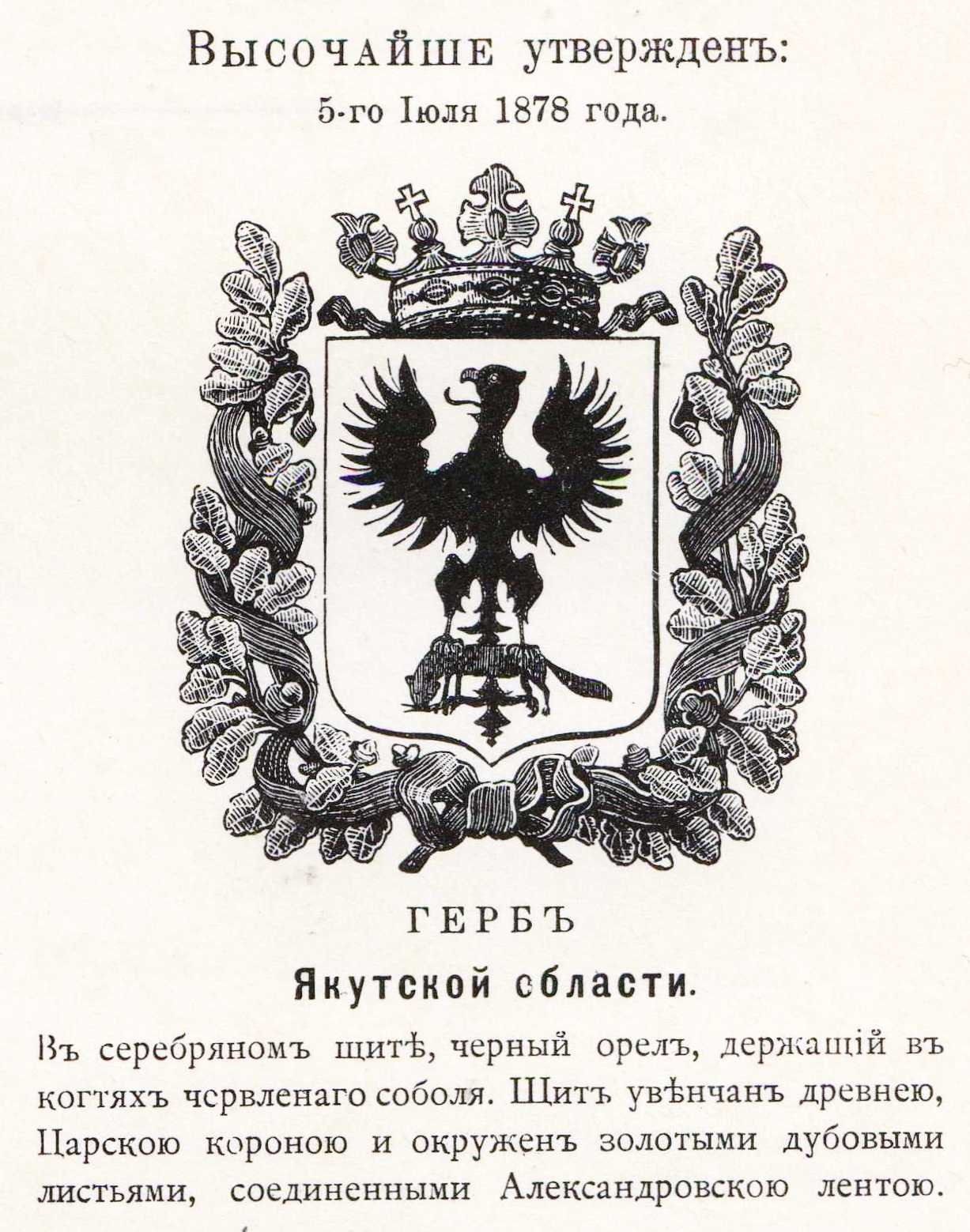
Герб Якутської області з офіційним описом (Павел Вінклер, 1899)

### Герб Якутської АРСР

Герб Якутської АРСР

Герб Якутської АРСР був затверджений у 1922 році. Своїм зовнішнім виглядом він нагадував герб РРФСР, але доповнювався якутськими написами: девізом «БАРЫ ДОЙДУЛАР ПРОЛЕТАРИЙДАРА ХОЛБОhУН!» та назвою республіки (назва була також дубльована російською).
За Конституцією, прийнятою 8-ю позачерговою сесією Верховної Ради Якутської АРСР 31 травня 1978, у верхній частині гербу було додано червону зірку з золотим контуром, а напис, як і на прапорі Якутської АРСР, став виконуватися у два рядки (російський текст став розміщуватися вгорі).
27 вересня 1990 якутські парламентарії прийняли Декларацію незалежності республіки, через що на її гербі деякий час використовувалася абревіатура «РСР» замість «АРСР».